# ムーレイ・ジップ級コルベット
ムーレイ・ジップ級コルベット（英語: Muray Jip-class corvette）は、アラブ首長国連邦海軍のコルベットの艦級。

## 来歴
アブダビ首長国防衛軍海上部隊（Sea wing, Abu Dhabi Defence Force）は1968年3月に発足したが、当初の保有船艇は20メートル級程度の港内艇に限られた。その後、外洋航行能力を備えた艇として、ヴォスパー・ソーニクロフト社の110フィート (34 m)級哨戒艇が購入されることになり、1975年よりアルダナ級として就役した。
1971年のアラブ首長国連邦の成立を受けて、1978年2月にはアラブ首長国連邦海軍が発足し、その後十数年のあいだに、戦力は急激に拡充されていった。まず1977年、西ドイツのリュールセン社に対し、バニヤス級ミサイル艇（TNC-45型）6隻が発注され、1980年から1981年にかけて就役した。そして1986年には、バニヤス級を発展させたミサイル艇2隻とともに、ヘリコプター運用能力を備えたコルベット2隻が発注された。これが本級である。

## 設計
本級は、リュールセン社によって開発されたFPB-65型と呼ばれる設計を採用しており、ペルシャ湾内での行動に最適化することで、重兵装と航空運用能力の両立を図っている。これは同社がバーレーン海軍向けに先行して建造していたFPB-62型（アル・マナマ級）の船体を延長したもので、同型と同じく船体後部にヘリコプター運用設備を設けており、外見上の大きな特徴となっている。これは、中型ヘリコプター1機を収容できる格納庫を設置して、その天井をヘリコプター甲板としたものであり、降着したヘリコプターはそのままエレベーターによってハンガー内に格納される。
主センサーとなるのはCバンドのシージラフ50HCである。なお航海レーダーとしては、当初はデッカ1226を備えていたが、2005年にタレス社のスカウトに換装した。
主兵装となるエグゾセMM40ブロックIII艦対艦ミサイルは、4連装発射筒2基に収容して、艦橋構造物とハンガーとの間に設置されている。主砲としては船首甲板に76mm単装速射砲を搭載しており、サーブ9LV223射撃指揮装置（FCS）およびナジール光学方位盤による管制を受けている。また本級では、艦橋構造物の後端部にゴールキーパー 30mmCIWSを、また船尾甲板にはクロタル個艦防空ミサイルの8連装発射機を備えている。

## 同型艦一覧
1987年に2隻が発注され、いずれも西ドイツのリュールセン社で建造された。1991年10月に就役し、乗員の訓練完了後に本国に回航された。3隻目の建造も検討されたが、これは実現しなかった。
| #     | 艦名                       | 進水   | 竣工       |
| ----- | -------------------------- | ------ | ---------- |
| P 161 | ムーレイ・ジップ Muray Jip | 1989年 | 1990年11月 |
| P 162 | ダス Das                   | 1989年 | 1991年1月  |